# فيليرس أو بويز
فيليرس أو بويز (بالفرنسية: Villers-au-Bois)‏ هي بلدية تقع في إقليم باد كاليه من منطقة نور با دو كاليه في شمال فرنسا. تبلغ مساحة هذه المدينة 5.2 (كم²)، وترتفع عن سطح البحر 146 م، يبلغ عدد سكانها 455 نسمة حسب إحصاء المعهد الوطني للإحصاء والدراسات الاقتصادية سنة 2009 م. وترأس Jean-Pierre Blancart البلدية خلال فترة (2008-2014).